# Dorothee Dubrau
Dorothee Dubrau (geboren 27. Januar 1955 in Berlin) ist eine deutsche Architektin, Professorin und Kommunalpolitikerin im Bereich Stadtentwicklung, Bauen und Wohnen. Bundesweite Bekanntheit erlangte sie in den 1990er-Jahren als streitbare Bezirksstadträtin für Stadtentwicklung, Bauen und Wohnen im Stadtbezirk Berlin-Mitte. Sie vertrat und verteidigte im Städtebau der neuen Mitte die sanfte Entwicklung und die Berücksichtigung des Vorhandenen bei neuen Planungen. Sie war entschiedene Gegnerin von Kahlschlag und Neubau ohne die Integration von historisch vorhandener Bausubstanz.

## Leben und Wirken
Dorothee Dubrau wuchs als Tochter einer Ärztin und eines Physikers in Berlin auf. Ab 1961 besuchte sie die Polytechnische Oberschule in Ostberlin, 1973 beendete sie ihre Schulzeit mit dem Abitur. Im Anschluss studierte sie Architektur und Städtebau an der Kunsthochschule Berlin-Weißensee, die sie 1978 als Diplom-Architektin verließ.
Von 1978 bis 1980 arbeitet sie als Architektin beim HAG Komplexer Wohnungsbau Berlin, Aufbauleitung Berlin-Marzahn. 1980 wechselte sie als Stadtplanerin ins Büro für Städtebau, wo sie Projekte im innerstädtischen Wohnungsbau und in der Stadtsanierung verantwortete. Zwischen 1988 und 1990 engagierte sie sich in der Bürgerinitiative Luisenstadt und war deren Sprecherin.
1990 wurde sie als Parteilose zur Bezirksstadträtin für Bau- und Wohnungswesen im Bezirksamt Berlin-Mitte gewählt. Von 1996 bis 2000 wurde sie Bezirksstadträtin für Bauen, Wohnen und Umwelt im Bezirksamt Prenzlauer Berg. Zwischen 2001 und 2006 amtierte sie als Bezirksstadträtin für Stadtentwicklung im neu geschaffenen Berliner Bezirk Mitte.
Im November 2006 verließ Dorothee Dubrau die Berliner Kommunalpolitik und machte sich als Architektin und Stadtplanerin selbstständig.
Ab März 2006 bis August 2016 war sie Dozentin für Städtebau und Regionalplanung an der TU Darmstadt. Von 2008 bis 2013 hatte sie eine Gastprofessur an der Beuth Hochschule für Technik Berlin inne.
Von Juli 2013 bis Juli 2020 war sie Bürgermeisterin für Stadtentwicklung und Bau der Stadt Leipzig.
Im Januar 2021 gründete sie mit Christian Dubrau das Büro Dubrau Architekten PartG mbB.
2024 wurde sie vom Regierenden Bürgermeister Kai Wegner zur Stadtältesten von Berlin ernannt.

## Trivia
Dorothee Dubrau ist verheiratet und Mutter von vier Kindern, geboren zwischen 1978 und 1987. Sie ist Liebhaberin außergewöhnlicher Hüte und Kopfbedeckungen.

## Mitgliedschaften und Ehrenämter
- 1994 Aufsichtsratsvorsitzende des Versorgungswerks der Architektenkammer Berlin/Brandenburg
- 1997 Berufung in die Deutsche Akademie für Städtebau und Landesplanung
- 2007 Berufung in den Rat für Stadtentwicklung Berlin

## Publikationen
- Dorothee Dubrau: Architekturführer Berlin-Mitte. Neubauten und Sanierungen seit 1990. DOM Publishers, Berlin 2008, 2 Bände, ISBN 978-3-86922-211-0.
- Gerd Albers, Julian Wekel, (unter Mitarbeit Dorothee Dubrau): Stadtplanung – eine illustrierte Einführung. WBG, Darmstadt 2008, ISBN 978-3-534-26244-1.
- Klaus-Dietrich Stappenbeck, Dorothee Dubrau, Gisela Stappenbeck: Erlebtes Bauen. Ost-Berlin 1959 bis 1989. DOM Publishers, Berlin 2008, ISBN 978-3-938666-37-1.
- Dorothee Dubrau: Bürgerbewegungen und Stadterneuerung. Industrialisierter Massenwohnungsbau von oben – Bürgeremanzipation von unten. In: Christoph Bernhardt, Thomas Flierl, Max Welch Guerra (Hrsg.): Städtebau-Debatten in der DDR. Verborgene Reformdiskurse. Edition Gegenstand und Raum, Theater der Zeit, Berlin 2012, ISBN 978-3-943881-13-4.